# Lijst van voetbalinterlands Maleisië - Myanmar
Deze lijst van voetbalinterlands is een overzicht van alle officiële voetbalwedstrijden tussen de nationale teams van Maleisië en Myanmar (Birma). De landen hebben tot op heden 53 keer tegen elkaar gespeeld. De eerste ontmoeting, een vriendschappelijke wedstrijd, werd gespeeld in Shah Alam op 1 september 1957. Het laatste duel, een groepswedstrijd tijdens de Zuidoost-Azië Cup 2022, vond plaats op 21 december 2022 in Rangoon.

## Wedstrijden
| №  | Plaats       | Datum             | Competitie                      | Wedstrijd          | Uitslag |
| -- | ------------ | ----------------- | ------------------------------- | ------------------ | ------- |
| 1  | Shah Alam    | 1 september 1957  | Vriendschappelijk               | Malakka − Birma    | 5 − 2   |
| 2  | Bangkok      | 13 december 1959  | Vriendschappelijk               | Malakka − Birma    | 2 − 1   |
| 3  | Rangoon      | 13 december 1961  | Vriendschappelijk               | Birma − Malakka    | 1 − 2   |
| 4  | Rangoon      | 16 december 1961  | Vriendschappelijk               | Birma − Malakka    | 0 − 2   |
| 5  | Kuala Lumpur | 13 augustus 1962  | Vriendschappelijk               | Malakka − Birma    | 3 − 2   |
| 6  | Kuala Lumpur | 23 augustus 1964  | Vriendschappelijk               | Maleisië − Birma   | 0 − 3   |
| 7  | Shah Alam    | 18 december 1965  | Vriendschappelijk               | Maleisië − Birma   | 0 − 2   |
| 8  | Kuala Lumpur | 21 augustus 1966  | Vriendschappelijk               | Maleisië − Birma   | 0 − 0   |
| 9  | Bangkok      | 11 december 1967  | Vriendschappelijk               | Maleisië − Birma   | 1 − 2   |
| 10 | Kuala Lumpur | 18 augustus 1968  | Vriendschappelijk               | Maleisië − Birma   | 1 − 1   |
| 11 | Kuala Lumpur | 25 augustus 1968  | Vriendschappelijk               | Maleisië − Birma   | 3 − 0   |
| 12 | Kuala Lumpur | 7 november 1969   | Vriendschappelijk               | Maleisië − Birma   | 3 − 1   |
| 13 | Kuala Lumpur | 9 augustus 1970   | Vriendschappelijk               | Maleisië − Birma   | 1 − 2   |
| 14 | Bangkok      | 12 december 1970  | Aziatische Spelen 1970          | Birma − Maleisië   | 1 − 0   |
| 15 | Seoel        | 11 mei 1971       | Vriendschappelijk               | Birma − Maleisië   | 6 − 1   |
| 16 | Shah Alam    | 18 december 1971  | Vriendschappelijk               | Maleisië − Birma   | 1 − 2   |
| 17 | Jakarta      | 15 juni 1972      | Vriendschappelijk               | Maleisië − Birma   | 2 − 2   |
| 18 | Kuala Lumpur | 10 augustus 1973  | Vriendschappelijk               | Maleisië − Birma   | 2 − 1   |
| 19 | Singapore    | 6 september 1973  | Vriendschappelijk               | Birma − Maleisië   | 1 − 0   |
| 20 | Seoel        | 26 september 1973 | Vriendschappelijk               | Maleisië − Birma   | 3 − 1   |
| 21 | Seoel        | 13 mei 1975       | Vriendschappelijk               | Birma − Maleisië   | 2 − 0   |
| 22 | Jakarta      | 18 juni 1975      | Vriendschappelijk               | Birma − Maleisië   | 2 − 0   |
| 23 | Kuala Lumpur | 3 augustus 1975   | Vriendschappelijk               | Maleisië − Birma   | 2 − 1   |
| 24 | Bangkok      | 13 december 1975  | Vriendschappelijk               | Birma − Maleisië   | 0 − 1   |
| 25 | Bangkok      | 27 december 1975  | Vriendschappelijk               | Birma − Maleisië   | 2 − 1   |
| 26 | Jakarta      | 8 juni 1976       | Vriendschappelijk               | Birma − Maleisië   | 3 − 1   |
| 27 | Kuala Lumpur | 7 augustus 1976   | Vriendschappelijk               | Maleisië − Birma   | 3 − 1   |
| 28 | Kuala Lumpur | 24 juli 1977      | Vriendschappelijk               | Maleisië − Birma   | 1 − 0   |
| 29 | Shah Alam    | 25 november 1977  | Zuidoost-Aziatische Spelen 1977 | Maleisië − Birma   | 9 − 1   |
| 30 | Kuala Lumpur | 4 juli 1977       | Vriendschappelijk               | Maleisië − Birma   | 4 − 1   |
| 31 | Jakarta      | 25 september 1979 | Zuidoost-Aziatische Spelen 1979 | Maleisië − Birma   | 0 − 0   |
| 32 | Kuala Lumpur | 17 oktober 1980   | Vriendschappelijk               | Maleisië − Birma   | 3 − 2   |
| 33 | Manilla      | 6 december 1981   | Zuidoost-Aziatische Spelen 1981 | Maleisië − Birma   | 1 − 0   |
| 34 | Jakarta      | 12 september 1987 | Zuidoost-Aziatische Spelen 1987 | Maleisië − Birma   | 2 − 2   |
| 35 | Singapore    | 13 juni 1993      | Zuidoost-Aziatische Spelen 1993 | Birma − Maleisië   | 2 − 1   |
| 36 | Shah Alam    | 5 augustus 2000   | Vriendschappelijk               | Maleisië − Birma   | 6 − 0   |
| 37 | Shah Alam    | 8 augustus 2000   | Vriendschappelijk               | Maleisië − Birma   | 1 − 2   |
| 38 | Rangoon      | 17 mei 2002       | Vriendschappelijk               | Birma − Maleisië   | 1 − 1   |
| 39 | Kuala Lumpur | 8 oktober 2003    | Azië Cup 2004 kwalificatie      | Maleisië − Birma   | 4 − 0   |
| 40 | Madinat Isa  | 24 oktober 2003   | Azië Cup 2004 kwalificatie      | Birma − Maleisië   | 2 − 1   |
| 41 | Shah Alam    | 12 december 2004  | Zuidoost-Azië Cup 2004          | Maleisië − Birma   | 0 − 1   |
| 42 | Singapore    | 15 januari 2005   | Zuidoost-Azië Cup 2004          | Maleisië − Birma   | 2 − 1   |
| 43 | Shah Alam    | 27 augustus 2006  | Vriendschappelijk               | Maleisië − Birma   | 1 − 2   |
| 44 | Bangkok      | 14 januari 2007   | Zuidoost-Azië Cup 2007          | Maleisië − Birma   | 0 − 0   |
| 45 | Kuala Lumpur | 23 oktober 2008   | Vriendschappelijk               | Maleisië − Birma   | 4 − 0   |
| 46 | Rangoon      | 18 november 2008  | Vriendschappelijk               | Birma − Maleisië   | 4 − 1   |
| 47 | Kota Bharu   | 18 juni 2011      | Vriendschappelijk               | Maleisië − Myanmar | 2 − 0   |
| 48 | Singapore    | 23 november 2014  | Zuidoost-Azië Cup 2014          | Maleisië − Myanmar | 0 − 0   |
| 49 | Rangoon      | 28 mei 2016       | Vriendschappelijk               | Myanmar − Maleisië | 0 − 0   |
| 50 | Rangoon      | 26 november 2016  | Zuidoost-Azië Cup 2016          | Myanmar − Maleisië | 1 − 0   |
| 51 | Rangoon      | 29 augustus 2017  | Vriendschappelijk               | Myanmar − Maleisië | 1 − 0   |
| 52 | Kuala Lumpur | 24 november 2018  | Zuidoost-Azië Cup 2018          | Maleisië − Myanmar | 3 − 0   |
| 53 | Rangoon      | 21 december 2022  | Zuidoost-Azië Cup 2022          | Myanmar − Maleisië | 0 − 1   |

## Samenvatting
| Competitie                 | Totaal gespeeld | Winst Maleisië | Gelijk | Winst Myanmar | Doelsaldo Maleisië – Myanmar |
| -------------------------- | --------------- | -------------- | ------ | ------------- | ---------------------------- |
| Azië Cup-kwalificatie      | 2               | 1              | 0      | 1             | 5 − 2                        |
| Zuidoost-Azië Cup          | 7               | 3              | 2      | 2             | 6 − 3                        |
| Aziatische Spelen          | 1               | 0              | 0      | 1             | 0 − 1                        |
| Zuidoost-Aziatische Spelen | 5               | 2              | 2      | 1             | 13 − 5                       |
| Vriendschappelijk          | 38              | 18             | 5      | 15            | 64 − 54                      |
| Totaal                     | 53              | 24             | 9      | 20            | 88 − 65                      |

FAM · 
A-internationals · 
Maleisisch vrouwenelftal
Afghanistan ·
Algerije ·
Australië ·
Bahrein ·
Bangladesh ·
Bhutan ·
Bosnië en Herzegovina ·
Brazilië ·
Brunei ·
Cambodja ·
Canada ·
China ·
Engeland ·
Fiji ·
Filipijnen ·
Finland ·
Ghana ·
Hongkong ·
India ·
Indonesië ·
Irak ·
Iran ·
Israël ·
Jamaica ·
Japan ·
Jemen ·
Jordanië ·
Kenia ·
Kirgizië ·
Koeweit ·
Laos ·
Lesotho ·
Libanon ·
Liberia ·
Libië ·
Liechtenstein ·
Macau ·
Malediven ·
Marokko ·
Mongolië ·
Myanmar ·
Nepal ·
Nieuw-Zeeland ·
Noord-Korea ·
Oezbekistan ·
Oman ·
Oost-Timor ·
Pakistan ·
Palestina ·
Papoea-Nieuw-Guinea ·
Qatar ·
Saoedi-Arabië ·
Salomonseilanden ·
Senegal ·
Singapore ·
Sri Lanka ·
Syrië ·
Tadzjikistan ·
Taiwan ·
Thailand ·
Turkije ·
Turkmenistan ·
Uruguay ·
Verenigde Arabische Emiraten ·
Vietnam ·
Zuid-Korea ·
Zuid-Vietnam ·
Zweden
MFF · 
A-internationals · 
Myanmarees vrouwenelftal
1951 – 1959 · 
1960 – 1969 · 
1970 – 1979 · 
1980 – 1989 · 
1990 – 1999 · 
2000 – 2009 · 
2010 – 2019 ·
2020 − 2029
Bahrein ·
Bangladesh ·
Bolivia ·
Brunei ·
Burundi ·
Cambodja ·
China ·
DDR ·
Filipijnen ·
Guam ·
Hongkong ·
India ·
Indonesië ·
Irak ·
Iran ·
Israël ·
Japan ·
Kirgizië ·
Koeweit ·
Laos ·
Lesotho ·
Libanon ·
Libië ·
Luxemburg ·
Macau ·
Malediven ·
Maleisië ·
Marokko ·
Mongolië ·
Nepal ·
Nieuw-Zeeland ·
Noord-Korea ·
Oman ·
Oost-Timor ·
Pakistan ·
Palestina ·
Qatar ·
Singapore ·
Sri Lanka ·
Syrië ·
Tadzjikistan ·
Taiwan ·
Thailand ·
Turkmenistan ·
Verenigde Arabische Emiraten ·
Vietnam ·
Zuid-Korea ·
Zuid-Vietnam